# کفیر یابوس
کفیر یابوس (به عربی: کفیر یابوس) یک روستا در سوریه است که در استان ریف دمشق واقع شده‌است. کفیر یابوس ۳٬۸۰۱ نفر جمعیت دارد.